# ديفيد كولمان (عالم أعصاب)
ديفيد كولمان (بالإنجليزية: David Colman)‏ هو عالم أعصاب أمريكي، ولد في 4 يناير 1949، وتوفي في 1 يوليو 2011 في مونتريال في كندا.